# George Tinsley
George T. Tinsley (Louisville, 19 settembre 1946) è un ex cestista statunitense, professionista nella ABA.

## Carriera
Venne selezionato dai Chicago Bulls al sesto giro del Draft NBA 1969 (76ª scelta assoluta).